# 90317 Williamcutlip
90317 Williamcutlip este un asteroid din centura principală de asteroizi.

## Descriere
90317 Williamcutlip este un asteroid din centura principală de asteroizi. A fost descoperit pe 23 martie 2003 în cadrul proiectului CSS. Asteroidul prezintă o orbită caracterizată de o semiaxă mare de 2,34 ua, o excentricitate de 0,13 și o înclinație de 6,3° în raport cu ecliptica.